# Ignace (patriarche de Moscou)
Pour les articles homonymes, voir Ignace.
Ignace, né vers 1540 et mort en 1620, est un ecclésiaste russe. Il fut Patriarche de Moscou et de toute la Russie de 1605 à 1606.